# غابة الصنوبر الأهلب القديمة
غابة الصنوبر الأهلب القديمة هي منطقة محمية تقع على ارتفاع شاهق في جبال وايت في مقاطعة إنيو في شرق كاليفورنيا.

## الجغرافية
تقع الغابة شرق وادي أوينز، على ارتفاع عالٍ على الوجه الشرقي لجبال وايت في حوض بحيرة فيش-صودا سبرينغ العلوية، فوق أقصى الشمال من صحراء موهافي في منطقة جريت باسين البيئية. موطن الغابة الجبلي يقع في منطقة حوض وسلسلة الجبال المركزية (EPA) وغابات جريت باسين الجبلية (أرض واحدة). يعد بستان باتريارك مصدرًا لنهر كوتونوود كريك، وهو نهر بري وذو مناظر طبيعية.

## علم البيئة

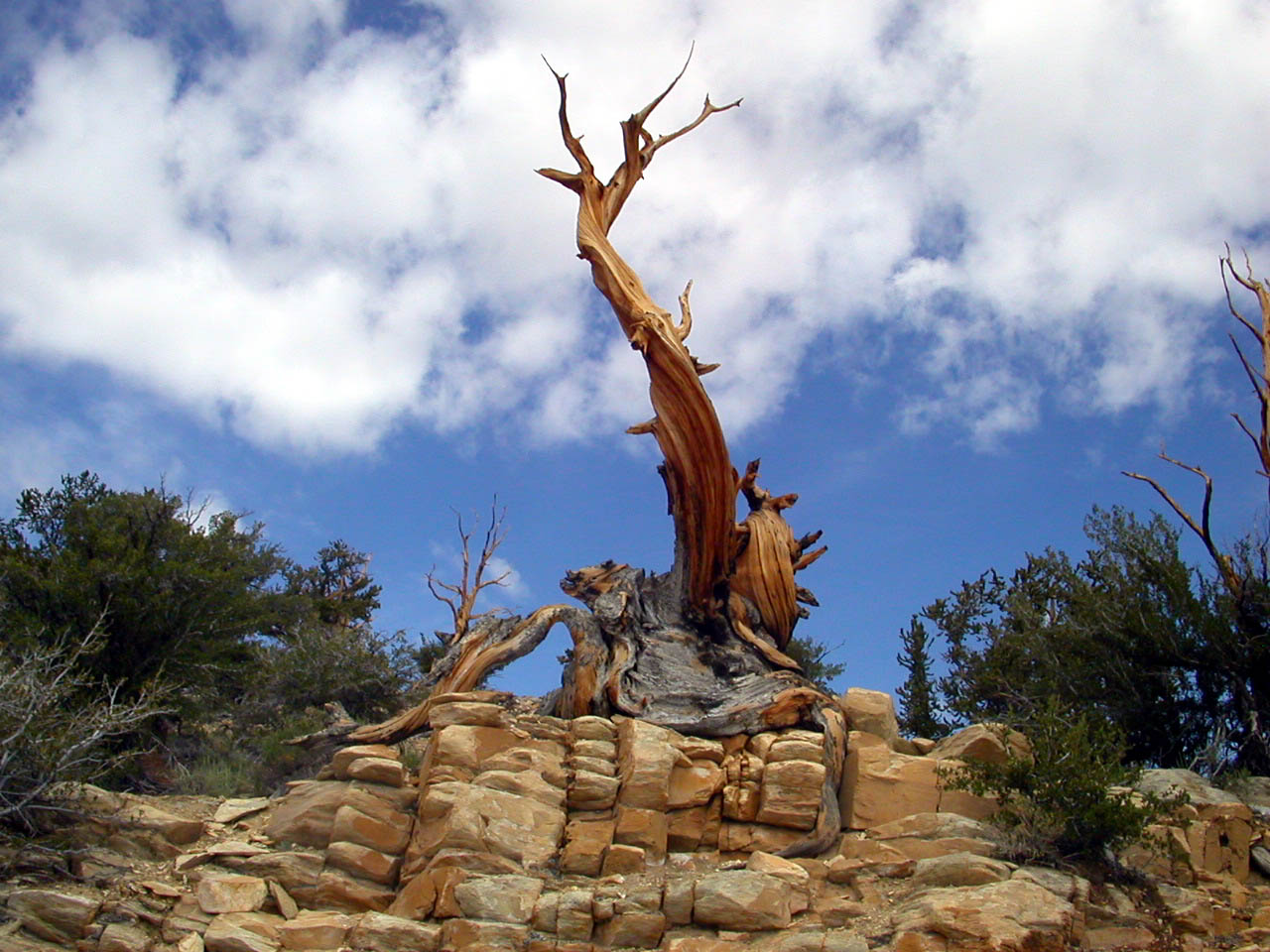
Pinus longaeva – bristlecone pines in the Ancient Bristlecone Pine Forest, الجبال البيضاء (كاليفورنيا), California

تنمو أشجار الصنوبر الهلبية (صنوبر معمر) في حوض جريت باسين على ارتفاع يتراوح بين 9800 و11000 قدم (3000-3400 متر) فوق مستوى سطح البحر، في ظروف جبال الألب الجافة، وهي محمية داخل غابة إنيو الوطنية. كما تنمو أشجار الصنوبر المرن (صنوبر منحني) في الغابة.

### موتشالح
بستان متوشالح في غابة الصنوبر الأهلب القديمة هو موقع شجرة "متوشالح"، وهي شجرة صنوبر هلبية من حوض جريت باسين يبلغ عمرها 4856 عامًا. وتعتبر أقدم كائن حي غير نسيلي معروف ومؤكد في العالم. وقد حل محلها مؤقتًا شجرة صنوبر هلبيه عمرها 5062 عامًا أُكتشفت في عام 2010. ومع ذلك، في مايو 2017، أزال الدكتور بيتر براون هذه الشجرة من قاعدة بياناته للأشجار القديمة لأنه لم يُعثر على الشجرة وعينة اللب. لم توضع علامة على شجرة "متوشالح" في الغابة، لضمان حماية إضافية من المخربين.